# 乘車節

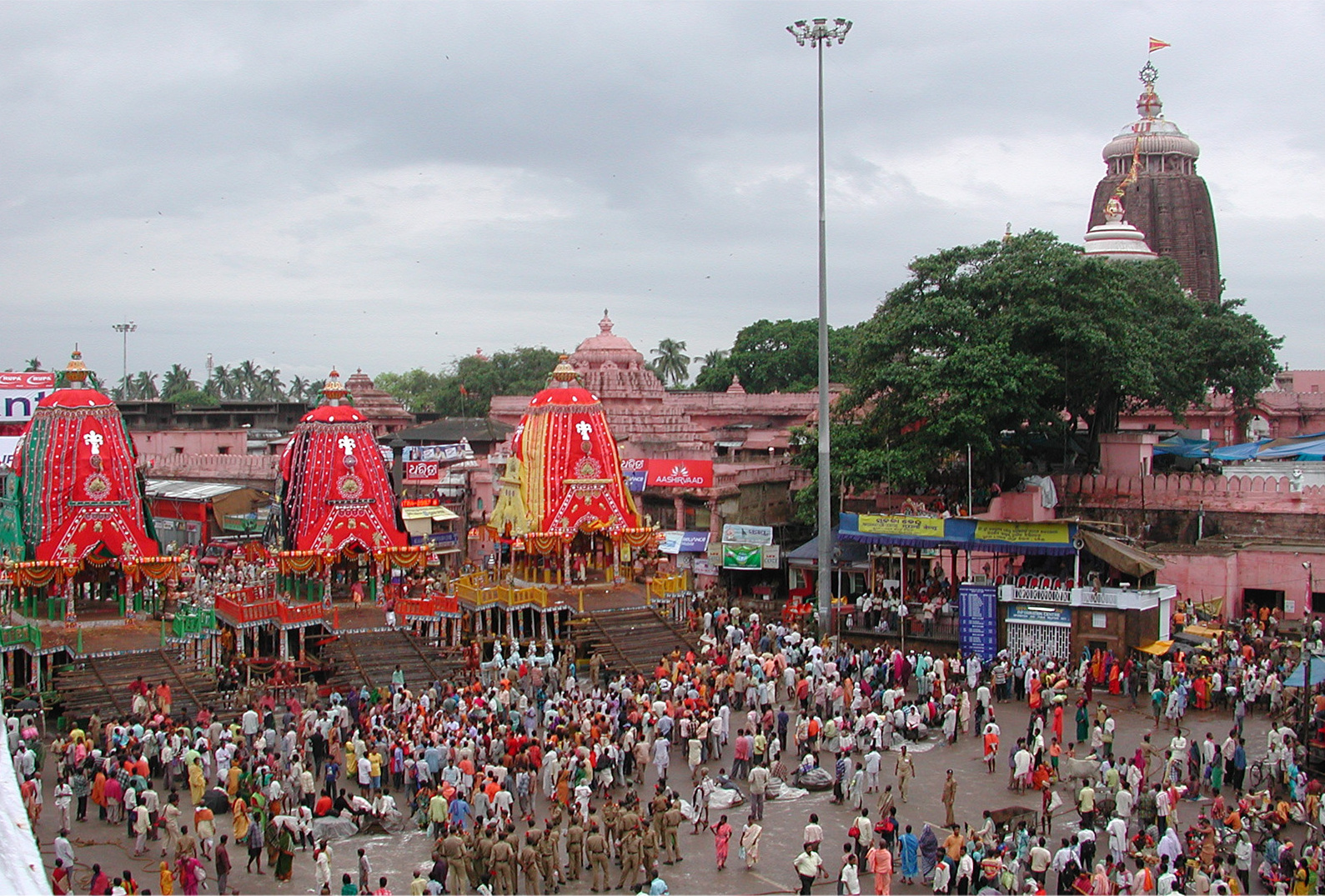

乘車節（英語：Rath Yatra）是印度的大節日之一。乘車節時會將神像搬到車上，然後車列在各街道遊行。這樣做是為了讓因種姓或教派而無法進入神殿的信徒瞻仰神像。
神車彫刻精細，高大，甚重，通常由幾百名信徒牽引。